# Mittlere Hintereisspitze
De Mittlere Hintereisspitze is een 3451 meter hoge bergtopin de Oostenrijkse deelstaat Tirol. De bergtop is gelegen in de Weißkam van de Ötztaler Alpen.
De bergtop ligt samen met de andere twee Hintereisspitzen, de Vordere en de Hintere Hintereisspitze, aan de zuidoostelijke zijde van de gletsjer Gepatschferner. Deze bergtoppen reiken ongeveer honderd meter boven het ijsveld uit.
Beklimming van de Mittlere Hintereisspitze geschiedt meestal vanuit het noorden, vanaf het Brandenburger Haus in een gletsjertocht over de Gepatschferner. De beklimming van alle drie de Hintereisspitzen neemt ongeveer drie uur in beslag.